# Erich Martin Wolf

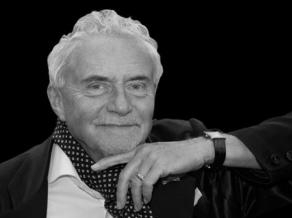
Selbstporträt Erich Martin Wolf (2014)

Erich Martin Wolf (* 15. September 1947 in Wien; † 11. Jänner 2022 ebenda) war ein österreichischer Schauspieler und Theaterregisseur.

## Leben
Erich Martin Wolf besuchte sechs Jahre die Realschule in 1190 Wien, Krottenbachstrasse, und studierte anschließend von 1964 bis 1967 an der Schauspielschule von Helmuth Krauss mit Abschluss in den Fächern Schauspiel und Regie. 1969 bis 1978 war Wolf als Sachbearbeiter/Kanzleileiter in einer Steuerberatungs- und Wirtschaftsprüfungsgesellschaft tätig, von 1979 bis 1996 Prokurist und Geschäftsführer beim Verlag Herder am Standort Wien. Er war Verleger der Verlagsproduktion Herder Wien (Kinder- und Jugendbücher unter dem Imprint „Kerle“). Ab 1994 war Erich Martin Wolf Geschäftsführer der Buchhandlung und Kartenbüro GmbH als Betreiberin der Buchhandlungen „bookpoint“ und des Kartenbüros „ticketpoint“.
Aus Wolfs erster Ehe von 1972 bis 1986 gingen ein Sohn (* 1974) und eine Tochter (* 1977) hervor. Ab 2011 war er zum zweiten Male verheiratet.

## Auszeichnungen
- 13. Juli 1981: Goldenes Verdienstzeichen der Republik Österreich
- 22. November 2019: Goldenes Ehrenzeichen für Verdienste um die Republik Österreich

## Künstlerische Arbeiten

### Schauspiel
Theater der Courage
- 1961: Das Dunkel am Ende der Treppe (William Inge). Regie Edwin Zbonek

Theater der Jugend
- 1961: Wir spielen Indianer, Regie Kurt Sobotka

Künstlerhaus Wien
- 1967: Demokrateia (Fritz Stüber)

Theater am Belvedere
- 1966: Traumspiel (August Strindberg)
- 1966: Subway Circus (William Saroyan) & Abra Kadabra
- 1966: Don Carlos Parodie (Schiller/H.L.Carl)
- 1966: Adam der Große (Gottfried Hauser)
- 1966: Der Schläfer im Wald (Felix Braun)
- 1967: Das blaue Ungeheuer (Carlo Gozzi)
- 1968: Das Postamt (Rabindranath Tagore)

Komödie am Kai
- 2011: Lesung: Erich Martin Wolf liest „Josef Weinheber“

Experiment am Liechtenwerd
- 2014–2019: Adventlesungen

Diverses
- 1969: ORF – Aktenzeichen XY ungelöst

### Regie
Erste Perchtoldsdorfer Sommerspiele
- 1968: Die drei Reiherfedern (Hermann Sudermann)
- 1969: Der Fechter von Ravenna (Friedrich Halm)

Kristallbühne Wien
- 1967: Liebelei (Arthur Schnitzler)
- 1967: Volpone (Ben Jonson)

Nestroy Theater
- 1969: Bei Kerzenlicht (Karl Farkas)
- 1969: Thania Märchenensemble

- 1992: Das Mädchen mit den Schwefelhölzchen (H.C.Andersen-H.Adler)

Komödie am Kai
- 2007: Vermischte Gefühle (Richard Baer und Gerhard Bronner)
- 2008: Schwester George muss sterben (Franc Markus)
- 2009: Die geliebte Stimme (Jean Cocteau)
- 2011: Nicht immer sind die Männer schuld (William D. Home)
- 2016: Eifersucht (Esther Vilar)

Theater die Tribüne
- 1991: Fisch zu viert (Wolfgang Kohlhaase)
- 2012: Aus Mangel an Beweisen (G.G. Torre)
- 2013: Die Zofen (Jean Genet)
- 2014: Gaslicht (Patrick Hamilton)
- 2014: Der Flüchtling (F. Hochwälder) Österr. Länderbühne-Tournee
- 2015: Liebling, ich zieh ein (Susanne F. Wolf)
- 2015: Humus (Michael Neshl)
- 2016: Rock und Bluse (Curth Flatow)
- 2017: Hundswetter (Brigitte Buc)
- 2017: Boeing Boeing (Marc Camoletti)
- 2018: Schmetterlinge sind frei (Leonard Gehrse)
- 2018: Fisch zu Viert (Michael Kohlhaas)
- 2019: Liebeslänglich (Folker Bohnet, Alexander Alexy)
- 2019: Kaktus sucht Giesskännchen (Gerry Jansen)

Experiment am Liechtenwerd
- 1972: Alles und ein Postamt (Leif Petersen)
- 2013: Tagträumer (William Mastrosimone)
- 2014: Fräulein Julie (August Strindberg)
- 2015: Sunshine (William Mastrosimone)
- 2016: Der Scheiterhaufen – Pelikan (August Strindberg)
- 2017: Eines langen Tages Reise in die Nacht (Eugen O’Neill)
- 2019: Wer hat Angst vor Virginia Woolf (Edward Albee)

Theater Center Forum
- 1988: Bei Anruf Mord (Frederick Knott)
- 1989: Gaslicht (Patrick Hamilton)
- 1990: Tödlicher Clinch (Eric Paice)
- 1992: Wie in einem Spinnennetz (Agatha Christie)
- 1993: Der eingebildete Doktor (Hans Weigl)
- 1994: Seitensprünge (Dario Fo)
- 1997: Psycho-Morde deinen Nächsten (Leslie Darbon)
- 1998: Mirakel Mirakel (Friedrich Ch. Zauner)
- 2013: Bei Anruf Mord (Frederick Knott)
- 2014: Honigmond (Gabriel Barylli)
- 2015: Liebelei (Arthur Schnitzler)
- 2016: Julien und Julie (Eric Assous)
- 2017: Party für eine Leiche (Patrick Hamilton)
- 2017: Barfuß im Park (Neil Simon)
- 2018: Wer heiratet schon freiwillig (Gerry Jansen)
- 2019: Die Kaktusblüte (Pierre Barillet, Jean-Pierre Grédy)
- 2019: Keine Leiche ohne Lilly (Jack Popplewell)
- 2019: Lesung: Hören Sie sich das an, eine Homage an Karl Farkas

Metropoldi
- 2015: Honigmond (Gabriel Barylli) Wiederaufnahme

Unser Theater
- 2015: Toutou (Daniel Besse)
- 2018: Auf ein Neues (Antoine Rault)

## Österreichische Theatergemeinde
Die Österreichische Theatergemeinde wurde im November 1955 gegründet. Die Theaterbesucherorganisation beschäftigt sich mit dem Vertrieb von Theater- und Konzertabonnements und bietet ein vielfältiges Angebot der Wiener Theaterszene. Erich Martin Wolf wurde 1975 als Kassier in den Vorstand berufen und 1987 zum Obmann bestellt.